# Blodvite
Blodvite är ett något ålderdomligt uttryck för att (blödande) sår förorsakats.
Uttrycket användes ofta i stämningar, domar och protokoll från domstolsförhandlingar samt av journalister för att öka dramatiken i en situation.

## Exempel
- Blodvite uppstår i skaldjurstävling[2]
- Blodvite under kommunfullmäktige[3]
- Sprucken läpp och blodvite[4]
- Kärleksbråk slutade med blodvite[5]

## Se vidare
- Vite